# Matt Va'ai
Pas d'image ? Cliquez ici

a Compétitions nationales et continentales officielles uniquement.

Dernière mise à jour le 26 septembre 2023.
Matt Va'ai, né le 28 février 1992 à Dunedin, est un joueur néo-zélandais de rugby à XV évoluant au poste de troisième ligne et deuxième ligne avec le Soyaux Angoulême XV.

## Carrière
Matt Va'ai commence la pratique du rugby en Nouvelle-Zélande avec l'équipe des Counties Manukau Steelers en 2016.
En janvier 2019, il s'engage avec le FC Grenoble pour le reste de la saison de Top 14. Il ne joue que cinq matches avec le club de l'Isère.
Il s'engage en Pro D2 en juin 2019 avec le Soyaux Angoulême XV Charente pour deux saisons. Le 2 mars 2021, il prolonge avec le club charentais pour trois saisons supplémentaires.

## Palmarès

### En club
- Barrage d'accession au championnat de France :
  - Finaliste (1) : 2019 avec le FC Grenoble
- Championnat de France de Nationale :
  - Vice-champion (1) : 2022 avec le Soyaux Angoulême XV